# Biorama
Biorama var en mindre biograf på Södra Allégatan 2 i Göteborg. Den öppnade 15 september 1911, och drevs av skilda fristående ägare fram till hösten 1989, från 1973 som porrbiograf. Under tidigt 1900-tal visades bland annat cowboydramer och sportreportage.
Efter att biografen upphörde, har lokalen använts av fria grupper som teater, från 2003 med namnet Hagateatern.